# 吸収 (化学)
化学における吸収（きゅうしゅう、英語 absorption）とは、物質がある相から別の相に移動する現象、または人為的にそれを利用する方法である。

## 概要
似た現象に吸着（きゅうちゃく、adsorption）があるが、吸着は物質が2相の界面に集積する現象なのに対し、吸収はバルク中に移動する点が異なる。
吸収も、吸着の場合と同様、ファンデルワールス力などによる物理吸収と、共有結合による化学吸収に分けられ、一般に物理的吸収は可逆的であり、化学的吸収は不可逆的なものが多い。

## 理論
ある物質xに関して物理吸収が平衡に達した場合、その物質の2つの相における濃度[x]1と[x]2の比は一定である（濃度が極度に高い場合などを除く）。則ち
{\displaystyle {\frac {[x]_{1}}{[x]_{2}}}={\text{constant}}=K_{N(x,12)}}
の関係が成り立つ。濃度比KN(x,12)は分配係数である。気体の吸収に関して、理想気体を仮定すれば、濃度の代わりに分圧を用いて同じ式が成り立つ。
特にKN(x,12)の値が1から遠い場合には、物質xの選択的な抽出に応用できる。
物理吸収はこの平衡に向けて自発的に進む（則ち自由エネルギーが減少する）。吸着は一般にエントロピー減少過程なので発熱反応となるが、物理吸収はエントロピー増大過程なので吸熱反応もある。
吸収可能な最大量は以上の性質によるが、吸収の速度は2相間の界面の面積にもより、固体の場合は多孔質の方がより速く進む。

## 他の現象との関係
上述のように吸着とは異なる。活性炭やシリカゲルなどの多孔質が水や臭気物質を吸う場合、吸収のように思われ勝ちだが、実際は表面への吸着である。
吸収と吸着を合わせて、またいずれの機構か不明の場合も含め、収着（しゅうちゃく、sorption）と呼ぶ。
固体内部に気体または液体が移動する現象を吸蔵と呼ぶ。広義の吸蔵は吸収または吸着によるものを含み、例えば水素吸蔵合金などは吸収によるものである。
しかし狭義には気体または液体が一団となって固体内部に移動すること（つまり固体とは別の相になる）を吸蔵と呼び、この場合は吸収および吸着と異なる現象である。

## 応用
吸収は特定の物質を回収または分離するのに用いられる。
水の吸収は日常生活で盛んに利用される。例えば乾燥剤として使われる生石灰（化学吸収）、塩化カルシウム（物理吸収）など。シリカゲルは吸収ではなく吸着を利用している。
液体の水を吸収する材料としては紙・繊維等のセルロース製品や高吸水性高分子（物理吸収）が用いられる。
化学吸収を用いる他の例としては、脱酸素剤などがある。
抽出も液相による特定成分の吸収を利用する方法である。